# Monestir de Rongbuk
El Monestir de Rongbuk (tibetà: རྫ་ རོང་ ཕུ་ དགོན་, Wylie: rdza rong Phu dGon; altres grafies inclouen Rongpu, Rongphu, Rongphuk i SBUG Rong (xinès simplificat: 绒布寺; xinès tradicional: 絨布寺; pinyin: Róngbù sì), també conegut com Dzarongpu o Dzarong. És un monestir budista tibetà de la secta Nyingma situat al municipi de Basum, comtat de Dingri, a la prefectura de Shigatse de la regió autònoma del Tibet.

## Ubicació
El monestir de Rongbuk es troba prop de la base del costat nord de l'Everest a 5.009 metres (16.434 peus) sobre el nivell del mar, al final de la vall de Dzakar Chu. Es diu que Rongbuk és el monestir de més altitud del món. No obstant això, el veritable monestir més alt del món és el monestir de Drirapuk a la prefectura de Ngari, a una altitud de 5.072 metres. Per als xerpes que vivien als vessants sud de l'Everest a la regió de Khumbu al Nepal, el monestir de Rongbuk era un lloc de pelegrinatge important, al qual s'hi podia accedir en pocs dies de viatge a través de l'Himàlaia a través del Nangpa La. El monestir també va ser visitat regularment per les primeres expedicions a l'Everest als anys 20 i 30 després d'un viatge de cinc setmanes des de Darjeeling als contraforts indis de l'Himàlaia. La majoria de les expedicions passades i actuals que intenten assolir el cim de l'Everest des del nord, el costat tibetà estableix el seu camp base prop de la llengua de la glacera de Rongbuk a uns 8 km (5 milles) al sud del monestir.
Avui, el monestir és accessible per carretera després d'un viatge de dues o tres hores amb cotxe des de la carretera de l'amistat des de Shelkar (New Tingri) o Old Tingri. Des del monestir de Rongbuk, hi ha vistes espectaculars de la cara nord de l'Everest, i un dels primers exploradors britànics que la va veure, John Noel, ho va descriure: "Algun arquitecte colossal, que va construir amb cims i valls, semblava haver-hi forjat aquí. un prodigi dramàtic, una sala de grandesa que conduïa a la muntanya".

## Arquitectura
Davant del Monestir hi ha un gran chorten rodó adossat que conté un reliquiari.

## Història, importància religiosa i cultural
El monestir de Rongbuk va ser fundat l'any 1902 pel Nyingmapa lama Ngawang Tenzin Norbu en una zona de cabanes de meditació i coves que havien estat utilitzades per comunitats de monges des del segle xviii.  Coves de meditació de l'ermita esquitxen les parets dels penya-segats al voltant del complex del monestir i amunt i avall de la vall. Murs de pedra de Mani, tallats amb síl·labes i oracions sagrades, recorren els camins.
El fundador Rongbuk Lama, també conegut com Zatul Rinpoche, era molt respectat pels tibetans. Tot i que el lama Rongbuk considerava els primers escaladors com a "heretges", els va donar la seva protecció i els va subministrar carn i te mentre també resava per la seva conversió. Va ser el Lama Rongbuk qui va donar a Namgyal Wangdi el nom de Ngawang Tenzin Norbu, o Tenzing Norgay, quan era petit.
En èpoques anteriors, el monestir es va fer molt actiu amb els ensenyaments budistes en determinades èpoques de l'any. Va ser, i és, la destinació de pelegrinatges budistes especials on se celebren cerimònies anuals per a espectadors que venien de llocs tan llunyans com el Nepal i Mongòlia. Aquestes cerimònies es van compartir amb monestirs satèl·lits de l'Himàlaia també fundats pel Lama Rongbuk. Aquestes cerimònies continuen fins avui, sobretot al monestir dels xerpes de Tengboche.
El monestir de Rongbuk va ser completament destruït pels excessos de la Revolució Cultural de la Xina (1966-1976) el 1974, i va quedar en ruïnes durant diversos anys, tal com va registrar el fotoperiodista Galen Rowell el 1981.
El gran tresor de llibres i vestits del monestir, que s'havia portat a Tengboche, es va perdre en un incendi de 1989.
Des de l'any 1983 s'han dut a terme obres de renovació i alguns dels nous murals sembla que són excel·lents. Al costat del monestir hi ha una casa d'hostes bàsica i un petit però acollidor restaurant. Segons Michael Palin, actualment acull trenta monjos budistes i trenta monges,  però una altra font informa que els locals diuen que només hi ha unes 20 monges i 10 monjos, tot i que abans hi vivien uns 500 monjos i monges.
L'any 2011, el monestir de Rongbuk es va classificar al capdavant dels "Grans llocs per ser un reclus" de CNN.

## Turisme
- El monestir de Rongbuk és un rar monestir de la regió autònoma del Tibet que acull monjos i monges.
- El monestir de Rongbuk és el millor mirador del mont Everest al Tibet. El nou camp base de l'Everest es construirà prop del monestir de Rongbuk.
- Festival Saga Dawa: 15è. El dia del quart mes del calendari tibetà, hi haurà una gran celebració al monestir de Rongbuk, que atrau els locals i els viatgers a visitar-los.